# The Electrifying Mojo
Pour les articles homonymes, voir Mojo, Johnson et Charles Johnson.
The Electrifying Mojo, de son vrai nom Charles Johnson, est un disc jockey radio américain, basé à Détroit. Il a influencé d'autres artistes comme Juan Atkins, Derrick May et Kevin Saunderson, qui sont considérés comme les trois pionniers de la techno. Son émission de radio intitulée Midnight Funk Association est diffusée sur différentes radios de Détroit (WGPR, WJLB et WHYT) entre 1977 et le milieu des années 1980.

## Biographie
Il est reconnu pour avoir introduit de nombreux artistes sur le marché radio de Détroit, notamment Prince, Parliament-Funkadelic, The B-52's et Kraftwerk, et a parfois été remercié à l'antenne par les artistes pour son soutien à leur travail. Prince accorde à Mojo une interview par téléphone après un concert d'anniversaire à guichets fermés au Cobo Arena le 7 juin 1986, à une époque où Prince n'accordait que rarement, voire jamais, d'interviews. The B-52's et le J. Geils Band lui ont rendu visite en studio, ce dernier le remerciant d'avoir joué Flamethrower de leur album Freeze Frame,.
À la fin des années 1990, Mojo rejoint WCHB pendant un certain temps en 1998, où il commence à diffuser son émission sur Internet pendant une courte période. Il fait également des apparitions en tant qu'invité sur la défunte WDTR vers 2004. 

## Influences
Le trio d'artistes largement cités comme les fondateurs de la techno de Détroit, Juan Atkins, Kevin Saunderson et Derrick May, ont tous mentionné l'influence de Mojo sur leur développement musical.